# Piper Oil Field
Piper Oil Field är ett oljefält i Storbritannien. Det ligger i den norra delen av landet, 800 km norr om huvudstaden London.
Terrängen runt Piper Oil Field är varierad.  Det finns inga samhällen i närheten. 